# Queimada Nova
Queimada Nova är en kommun i Brasilien.   Den ligger i delstaten Piauí, i den östra delen av landet, 1 100 km nordost om huvudstaden Brasília. Antalet invånare är 8 565.
Omgivningarna runt Queimada Nova är huvudsakligen savann. Runt Queimada Nova är det glesbefolkat, med 11 invånare per kvadratkilometer.